# La zoccola etica
La zoccola etica. Guida al poliamore, alle relazioni aperte e altre avventure (titolo originale The Ethical Slut: A Guide to Infinite Sexual Possibilities) è un saggio scritto da Dossie Easton e Janet Hardy (nella prima edizione originale con lo pseudonimo di Catherine A. Liszt).

## Contenuti
Il libro tratta la possibilità della non-monogamia consensuale e del poliamore come stile di vita, e fornisce una guida pratica per vivere relazioni di questo tipo.

## Edizioni
- Dossie Easton, Janet Hardy, La zoccola etica. Guida al poliamore, alle relazioni aperte e altre avventure, traduzione di Giorgia Morselli, Bologna, Odoya, 2023, ISBN 978-88-6288-799-1.